# Río Câmpie
El río Câmpie, en rumano Pârâul de Câmpie, es un curso de agua rumano, afluente del río Mureș, situado en el centro del país, en Transilvania.
La longitud del río es de 59 kilómetros y el área de la cuenca de 643 kilómetros cuadrados. A lo largo del río Câmpie hay construidos diversos estanques para su aprovechamiento como piscifactorías.

## Geografía
El río Câmpie nace en el Distrito de Bistrița-Năsăud, a 410 m s. n. m. Gira en dirección norte sur a través del Distrito de Mureș, en la llanura de Transilvania (Câmpie Transilvaniei) y desemboca en el río Mureș a la altura de la localidad de Luduș, a 269 m s. n. m.

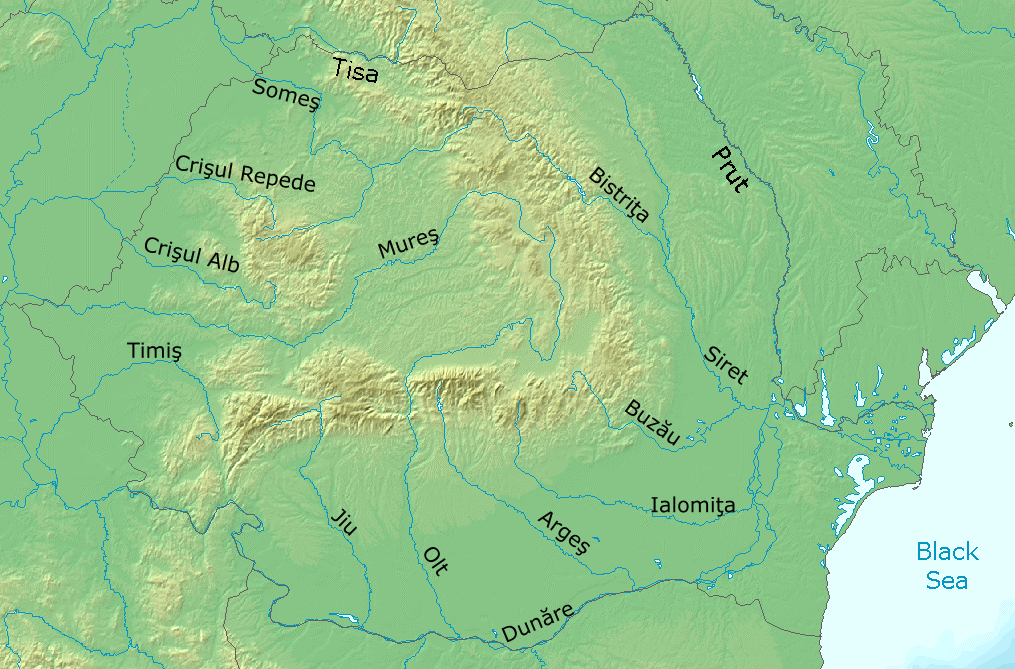
Ríos de Rumanía.

Sucesivamente, atraviesa la localidad de Sărmașu, los municipios de Câmpie, Zau de Câmpie, Sânger y la localidad de Luduș.

## Hidrografía
El río Câmpie es un afluente por la izquierda del río Mureș. Hay un embalse a la altura del pueblo de Zau de Câmpie con una superficie de 133 ha, importante para la agricultura y la piscicultura de la región.
Cursos de agua tributarios del Câmpie son:
- Por la izquierda: Ciciana Mare, Șesu, Răzoare, Sarchii.
- Por la derecha: Valea Botei Mari, Matca, Valea lui Adrian, Valea Morii.